# Copa de España (football americano)
La Coppa di Spagna di football americano è la coppa nazionale spagnola di football americano, giocata dal 1996 (ad eccezione del 2015, edizione però conteggiata nella numerazione). L'organizzatore della coppa è la Federación Española de Fútbol Americano (FEFA).

## Finali

### Maschile
| Data                    | Luogo                                                          | Stagione               | Vincitore              | Punteggio              | Finalista              |
| ----------------------- | -------------------------------------------------------------- | ---------------------- | ---------------------- | ---------------------- | ---------------------- |
| 1996                    | Stadio Olimpico de la Cartuja, Siviglia                        | I                      | Madrid Panteras        | 20-16                  | Vilafranca Eagles      |
| 1997                    | Estadio Municipal Armilla, Granada                             | II                     | Madrid Panteras        | 24-17                  | L'Hospitalet Pioners   |
| 1998                    | Estadio del Túria, Valencia                                    | III                    | Madrid Panteras        | 27-6                   | L'Hospitalet Pioners   |
| 1999                    |                                                                | IV                     | Badalona Dracs         | 8-6                    | Bilbao Cougars         |
| 2000                    | Stadio comunale Joan Serrahima, Barcellona                     | V                      | L'Hospitalet Pioners   | 34-13                  | Badalona Dracs         |
| 2001                    | Polideportivo Cerro del Telégrafo, Rivas-Vaciamadrid           | VI                     | Osos de Rivas          | 25-24                  | Badalona Dracs         |
| 2002                    | Estadio del Túria, Valencia                                    | VII                    | Osos de Rivas          | 39-12                  | Badalona Dracs         |
| 2003                    | La Peineta, Madrid                                             | VIII                   | Osos de Rivas          | 15-6                   | Badalona Dracs         |
| 2004                    | Campo Municipal de Montigalá, Badalona                         | IX                     | Badalona Dracs         | 3-0                    | Osos de Rivas          |
| 2005                    | Estadio del Túria, Valencia                                    | X                      | L'Hospitalet Pioners   | 23-16                  | Valencia Firebats      |
| 2006                    | Polideportivo Municipal Sagnier, El Prat de Llobregat          | XI                     | L'Hospitalet Pioners   | 23-18                  | Osos de Rivas          |
| 2007                    | Polideportivo Cerro del Telégrafo, Rivas-Vaciamadrid           | XII                    | Osos de Rivas          | 20-3                   | L'Hospitalet Pioners   |
| 2008 (19 gennaio)       | Complejo deportivo Hospitalet Norte, L'Hospitalet de Llobregat | XIII                   | L'Hospitalet Pioners   | 14-13                  | Osos de Rivas          |
| 2009 (7 febbraio)       | Polideportivo Cerro del Telégrafo, Rivas-Vaciamadrid           | XIV                    | Osos de Rivas          | 7-0                    | Badalona Dracs         |
| 2010                    | Polideportivo Cerro del Telégrafo, Rivas-Vaciamadrid           | XV                     | L'Hospitalet Pioners   | 41-7                   | Las Rozas Black Demons |
| 2011                    | Stadio comunale Joan Serrahima, Barcellona                     | XVI                    | L'Hospitalet Pioners   | 46-23                  | Valencia Firebats      |
| 2012                    | Campo Municipal de Montigalá, Badalona                         | XVII                   | L'Hospitalet Pioners   | 36-29                  | Badalona Dracs         |
| 2013 (15 dicembre 2012) | Polideportivo Cerro del Telégrafo, Rivas-Vaciamadrid           | XVIII                  | L'Hospitalet Pioners   | 20-10                  | Osos de Rivas          |
| 2014 (7 dicembre 2013)  | Campo Municipal de Montigalá, Badalona                         | XIX                    | L'Hospitalet Pioners   | 31-27                  | Badalona Dracs         |
| 2015                    | Edizione non disputata                                         | Edizione non disputata | Edizione non disputata | Edizione non disputata | Edizione non disputata |
| 2016                    |                                                                | XXI                    | Badalona Dracs         | Finale non disputata   | -                      |
| 2017 (25 novembre)      | Polideportivo Batiste Subies, La Pobla de Farnals              | XXII                   | Badalona Dracs         | 26-7                   | Las Rozas Black Demons |
| 2018 (15 dicembre)      | Estadio Pedro Escartín, Guadalajara                            | XXIII                  | Badalona Dracs         | 24-0                   | Las Rozas Black Demons |
| 2019 (15 dicembre)      | Atletic Masnou Futbol, El Masnou                               | XXIV                   | Badalona Dracs         | 15-3                   | Las Rozas Black Demons |
| 2021 (15 dicembre)      | Camp Municipal de Montigalà, Badalona                          | XXV                    | Badalona Dracs         | 14-7                   | Las Rozas Black Demons |

### Femminile
| Data | Luogo              | Stagione | Vincitore       | Punteggio | Finalista              |
| ---- | ------------------ | -------- | --------------- | --------- | ---------------------- |
| 2010 |                    | I        | Barberá Rookies | 18-0      | Las Rozas Black Demons |
| 2011 |                    | II       | Barberá Rookies | 14-10     | Terrassa Reds          |
| 2012 |                    | III      | Barberá Rookies | 21-12     | Las Rozas Black Demons |
| 2013 | Barberà del Vallès | IV       | Barberá Rookies | 26-0      | Las Rozas Black Demons |
| 2014 | Pinto              | V        | Barberá Rookies | 36-3      | Las Rozas Black Demons |
| 2015 |                    | VI       | Barberá Rookies | 28-0      | Barcelona Búfals       |
| 2016 | Barberà del Vallès | VII      | Barberá Rookies | 48-0      | Barcelona Búfals       |

### Squadre per numero di coppe vinte

#### Maschile
|   | Squadra              | Anni                                                 |
| - | -------------------- | ---------------------------------------------------- |
| 9 | L'Hospitalet Pioners | 2000, 2005, 2006, 2008, 2010, 2011, 2012, 2013, 2014 |
| 7 | Badalona Dracs       | 1999, 2004, 2016, 2017, 2018, 2019, 2021             |
| 5 | Osos de Rivas        | 2001, 2002, 2003, 2007, 2009                         |
| 3 | Madrid Panteras      | 1996, 1997, 2008                                     |

#### Femminile
|   | Squadra         | Anni                                     |
| - | --------------- | ---------------------------------------- |
| 7 | Barberá Rookies | 2010, 2011, 2012, 2013, 2014, 2015, 2016 |